# MarcoPolo Airways
MarcoPolo Airways — колишня афганська авіакомпанія зі штаб-квартирою в Кабулі, яка виконувала чартерні пасажирські та вантажні перевезення в аеропорти країни.
Авіакомпанію MarcoPolo Airways було створено в 2003 році, але вона здійснила лише 2 рейси до Дубая 11 і 14 грудня 2003 року. У січні 2004 року компанія припинила свою діяльність.